# Источник опорного напряжения
Исто́чник, или генера́тор, опо́рного напряже́ния (ИОН) — базовый электронный узел, поддерживающий на своём выходе высокостабильное постоянное электрическое напряжение заданной величины.
ИОН применяются для задания величины выходного напряжения стабилизированных источников электропитания, шкал цифро-аналоговых и аналого-цифровых преобразователей, режимов работы аналоговых и цифровых интегральных схем и систем, и как эталоны напряжения в составе измерительных приборов. Точности измерения, преобразования и стабильность этих устройств определяются точностными параметрами используемых в них ИОН.
Самые точные источники напряжения — криогенные лабораторные эталоны на эффекте Джозефсона. На рынке серийных прецизионных ИОН с 1976 года до конца 1990-х годов господствовали устройства на стабилитронах со скрытой структурой, лучшие образцы которых приближались по совокупности точностных параметров к нормальному элементу Вестона. В 2000-х годах на сравнимый уровень по точности и стабильности вышли ИОН-супербандгапы на биполярных транзисторах, ИОН типа XFET на дифференциальных парах полевых транзисторах и ИОН типа FGA на транзисторах с плавающим затвором. В устройствах с относительно невысокими требованиями к точности и стабильности опорного напряжения применяются дешёвые интегральные ИОН типа бандгап и обычные стабилитроны в дискретном или интегральном исполнении.

## Исторический очерк

### До изобретения интегральных схем
В эпоху вакуумных ламп конструкторам радиоаппаратуры были доступны два типа источников опорных напряжений: газоразрядные стабилитроны и химические источники напряжения (аккумуляторы и одноразовые гальванические элементы). Наилучшую начальную точность напряжения имели ртутно-цинковые элементы Кларка на 1,434 В и ртутно-кадмиевые нормальные элементы Вестона на 1,019 В. Массивные и одновременно хрупкие, не допускавшие толчков и вибраций, заполненные ядовитыми веществами элементы Вестона использовались исключительно в лабораторных условиях, а в серийной радиоаппаратуре использовались менее точные, но дешёвые и относительно безопасные герметичные гальванические элементы и батареи. Ртутно-цинковые элементы на напряжение 1,35 В, нашедшие применение в годы Второй мировой войны, были способны отдавать ток в несколько мА в течение более тысячи часов, но уступали в точности и стабильности лабораторным эталонам напряжения. Для задания напряжений от 80 В до 1 кВ использовались заполненные инертными газами стабилитроны тлеющего разряда, для напряжений от 400 В до 30 кВ — заполненные водородом стабилитроны коронного разряда. Устройства на газовых стабилитронах не требовали регулярного обслуживания, но их отклонение от номинального напряжения достигало ±5 %.
В 1953 году Кларенс Зенер изобрёл полупроводниковый стабилитрон, или «диод Зенера» — полупроводниковый диод, работающий в режиме обратимого обратного пробоя, и поддерживающий на своих выводах постоянное напряжение в широком диапазоне токов и температур. Точностные и шумовые показатели «обычных» стабилитронов, без конструктивных и технологических улучшений были и остаются посредственными. Исследования 1960-х годов показали, что наилучшие показатели свойственны стабилитронам, напряжение обратного пробоя которых примерно равно 6 В. Ещё точнее оказалась пара из стабилитрона на 5,6 В и включённого последовательно с ним в прямом направлении кремниевого диода или нескольких диодов. Температурный коэффициент напряжения (ТКН) таких приборов достиг ниже уровня в 10 ppm/°C, вполне удовлетворявшего конструкторов тех лет. Однако напряжение стабилизации термокомпенсированных стабилитронах невозможно снизить ниже ~7 В, а ток — ниже нескольких мА, что затрудняло их применение в низковольтных и микромощных устройствах, а высокая цена, обусловленная длительной заводской электротермотренировкой, препятствовала использованию в массовой аппаратуре.
В 1962 году двадцатидвухлетний студент Кембриджа Брайан Джозефсон предсказал возможность создания прецизионного эталона напряжения на сверхпроводящих контактах. В 1968 году начались практические исследования переходов Джозефсона, в 1971—1972 годах национальные метрологические службы Австралии, Великобритании, Канады, США и ФРГ провели встречные поверки этих устройств, в июле 1972 года метрологическая служба США сделала эталон на переходах Джозефсона национальным стандартом, а в январе 1990 года он стал мировым стандартом.
Джозефсоновский эталон с приведённой относительной погрешностью 5⋅10−9 — наиболее стабильный и точный источник напряжения, но он требует охлаждения жидким гелием и потому применим только в лабораторных условиях.

### Классические интегральные ИОН
В 1966 году National Semiconductor выпустила на рынок разработанную Бобом Видларом LM100 — первый интегральный стабилизатор напряжения. Опорное напряжение LM100 задавал планарный стабилитрон, сформированный непосредственно в кристалле микросхемы. В начале 1970 года Видлар запустил в производство первый трёхвыводной интегральный стабилизатор LM109. В этой микросхеме был впервые использован изобретённый Видларом трёхтранзисторный бандгап — источник напряжения, примерно равного потенциалу запрещённой зоны полупроводника, на основе которого изготовлены транзисторы. Годом позже National Semiconductor выпустила разработанный Видларом и Бобом Добкиным LM113 — двухвыводную микросхему-бандгап на напряжение в 1,220 В с ТКН, не превышающим 100 ppm/°C. В 1974 году Пол Брокау изобрёл другую, двухтранзисторную топологию бандгапа, которая обеспечивала существенно лучшую точность ИОН и потому завоевала рынок. Видлар продолжил разработки и в 1976—1977 году предложил семейство новых топологий, на базе которых был построен первый суббандгап — прецизионный ИОН на напряжение, существенно меньшее, чем ширина запрещённой зоны (200 мВ — LM10, 1977 год).
В начале 1970-х годов промышленность ещё не нуждалась в высокостабильных, прецизионных ИОН. Спрос на них возник в середине десятилетия, c началом выпуска первых интегральных цифро-аналоговых и аналого-цифровых преобразователей. Ни стабилитроны, ни бандгапы первого поколения не удовлетворяли требованиям конструкторов ЦАП и АЦП по температурному дрейфу. Существенно более точный прибор, стабилитрон со скрытой структурой (ССС), был впервые выпущен в дискретном исполнении в 1974 году, а в 1976 году National Semiconductor выпустила разработанную Добкиным LM199 — первый интегральный ССС на 6,95 В (советский аналог — 2С483). Благодаря встроенному термостату и усилителю тока новая микросхема имела гарантированный максимальный ТКН в 1 ppm/°C и типичный ТКН в 0,3 ppm/°C при уровне шума в звуковом диапазоне частот не более 7 мкВ скв. С выходом LM199 схемотехника ИОН разделилось на две группы: дорогие интегральные ИОН на ССС для наиболее ответственных задач (измерительные АЦП, эталоны напряжения), и дешёвые, но менее точные бандгапы для всех остальных (стабилизаторы напряжения, мониторы электропитания). Разработанная Бобом Добкиным LTZ1000, выпущенная в 1987 году Linear Technology (с 2016 года — Analog Devices), имеет собственный ТКН в 0,05 ppm/°C и по сей день остаётся одним из наиболее точных серийных интегральных ИОН, и широко используется в лабораторных эталонах. Для некоторых устройств, производимых на базе LTZ1000, компания Fluke декларирует временную нестабильность в 1 ppm/год и ТКН в 0,1 ppm/°C. Здесь следует учитывать, что номинальное значение выходного напряжения LTZ1000 определено лишь приблизительно, и только замер на более точном, первичном, оборудовании с указанием результатов измерений в паспорте конкретного экземпляра, делает его эталонным прибором, обладающим требуемыми метрологическими характеристиками. См., например, табл. 8 в статье. Этим данный ИОН отличается от менее точных, но тем не менее являющихся первичными в условиях их применения, ИОН серий LTC6655 и др., где в технической документации приводится получаемое напряжение и его неопределённость.

### Новейшие разработки
В течение 1980-х и 1990-х годов совершенствование схемотехники, технологии, внедрение лазерной подстройки позволило сузить качественный разрыв между двумя типами устройств. В начале 2000-x годов на рынок вышли «супербандгапы» — новое поколение бандгапов с превосходной начальной точностью и низким уровнем шума. К 2005 году «супербандгапы» сравнялись по отдельным показателям точности с ССС, но не смогли превзойти их по совокупности показателей.
В 1997 году Analog Devices выпустила на рынок ИОН принципиально нового типа под торговой маркой XFET. Схемы таких приборов напоминают бандгап Брокау, в которых биполярные транзисторы замещены полевыми транзисторами. Однако при схожей топологии XFET использует совершенно иной принцип работы — косвенное измерение диэлектрической проницаемости кремния в канале полевого транзистора. Этот показатель, как и напряжение на p-n-переходе, убывает с ростом температуры, но более предсказуем, а его ТКН — более стабилен, чем ТКН p-n-перехода в реальной схеме. Analog Devices начало разработку новых приборов, чтобы обойти фундаментальные ограничения, свойственные и бандгапам, и стабилитронам со скрытой структурой, и проект в целом удался. ТКН XFET второго и третьего поколения (3 ppm/°C) по-прежнему существенно хуже, чем ТКН лучших стабилитронных ИОН, но он имеет лучшую, почти линейную, форму зависимости напряжения от температуры, при меньших шумах, меньшем временном дрейфе и при этом XFET намного дешевле.
В 2003 году компания Xicor (с 2004 года подразделение Intersil) выпустила другой принципиально новый тип ИОН, получивший имя FGA. Принцип действия этих приборов, как и принцип действия микросхем энергонезависимой памяти, основан на длительном хранении заряда на изолированном затворе полевого транзистора. FGA буквально «запоминает» аналоговое напряжение, «записанное» в глубине КМОП-структуры. Гарантированный срок «памяти» FGA первого поколения равнялся десяти годам, а точностные параметры были сравнимы с лучшими бандгапами, при меньшем токе питания (менее 0,8 мкА на ячейку памяти с буферным усилителем).
Таким образом, в начале XXI века на рынке конкурировало четыре различных типа прецизионных интегральных ИОН: стабилитрон со скрытой структурой, супербандгап, XFET, FGA. К 2005 году психологически важный рубеж — ТКН в 1 ppm/°C — превзошли несколько ИС на ССС, несколько супербандгапов и пятивольтовый вариант FGA первого поколения (в 2012 году не выпускается). Только в США прецизионные ИОН собственной разработки серийно выпускают Advanced Linear Devices, Analog Devices, Fairchild Semiconductor, Intersil, Linear Technology, Maxim Integrated Products, Microchip Technology, Microsemi, National Semiconductor, ON Semiconductor, Philips, Semtech, Texas Instruments (поглотившая компанию Burr-Brown) и Apex Microtechnology (производитель микросхем, разработанных не существующей более Thaler Corporation).

## Основные показатели
Основная функция ИОН — генерация заведомо известного напряжения — определяет его главные характеристики: «точность» и «стабильность». Эти понятия, а также понятия «ошибки», «дрейфa» и «шума», определяются в разных отраслях по-разному: метрологи, конструкторы измерительных приборов и конструкторы обычных, не прецизионных, электронных устройств выдвигают к ИОН сходные, но не совпадающие требования. Государственных стандартов, определяющих показатели именно источников опорного напряжения, в РФ не существует. К двухвыводным интегральным ИОН (аналогам стабилитронов) могут применяться нормы, разработанные для дискретных стабилитронов, к трёхвыводным ИОН — нормы для линейных стабилизаторов напряжения. Наборы показателей стабилизаторов напряжения в ГОСТ 19480-89 «Микросхемы интегральные. Термины, определения и буквенные обозначения электрических параметров» и в ГОСТ Р 52907-2008 «Источники питания. Термины и определения» различаются, в частности, в определениях пересекающихся, но не идентичных показателей дрейфа выходного напряжения (ГОСТ 19480-89) и нестабильности при длительном включении (ГОСТ Р 52907-2008).
Техническая документация на интегральные ИОН, большинство которых разработаны компаниями США, составлена по нормам, сложившимся именно в американской промышленности. Наиболее полный набор характеристик ИОН отражает запросы конструкторов прецизионных АЦП, а наиболее важными для них показателями являются, в порядке убывания значимости: начальный разброс опорного напряжения (начальное отклонение опорного напряжения от номинального значения), температурный коэффициент опорного напряжения и его длительный дрейф («нестабильность при длительном включении» в терминах ГОСТ Р 52907-2008). Чем менее жёсткие требования предъявляются к точности ИОН, тем у́же набор нормируемых показателей. Для недорогих стабилизаторов напряжения может нормироваться единственный точностной показатель — начальный разброс или допустимый диапазон изменений выходного напряжения (верхняя и нижняя граница). Именно последний вариант (диапазон значений) взят за основу составителями ГОСТ 19480-89.

### Начальный разброс
Начальный разброс выходного напряжения определяется как предельное отклонение постоянного напряжения на выходе ИОН от номинального при первом включении ИС. Начальный разброс обычно измеряется при нормальной температуре (+25 °C) и номинальных, заданных производителем, входном напряжении и выходном токе. Для стабилитронов начальный разброс может достигать 5 % от номинального, для интегральных ИОН он лежит в диапазоне от ±1 % (наихудшая точность) до ±0,01 %, или ±100 ppm. Начальный разброс, если иное не оговорено в документации, не включает допустимый сдвиг напряжения, возникающий при пайке микросхемы на плату.

### Температурный коэффициент напряжения

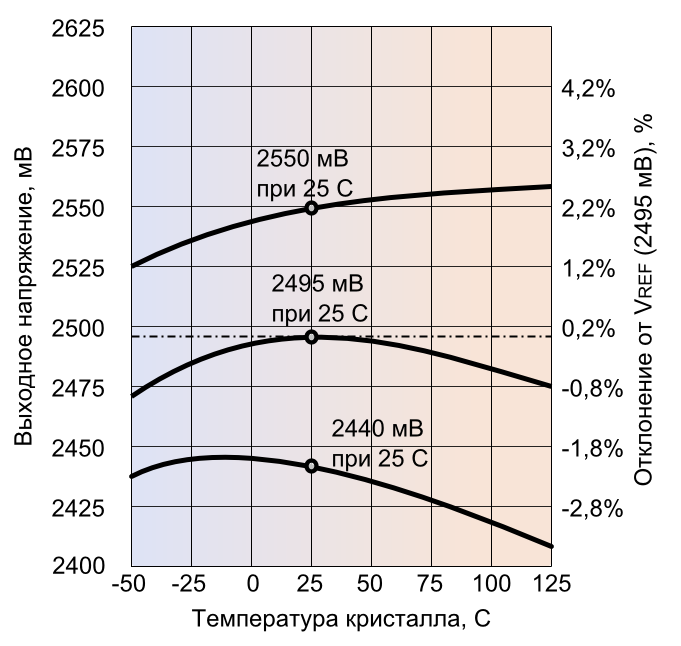
Температурные кривые простого бандгапа TL431. В центре — идеальный образец с параболической характеристикой, сверху и снизу — допустимые отклонения. Технологический разброс взаимосвязанных параметров не только сдвигает кривую вверх или вниз, но и сдвигает её горб влево или вправо

ТКН в узком смысле — дифференциальный показатель, равный отношению относительного изменения выходного напряжения к вызвавшему его малому изменению температуры внешней среды, при прочих равных условиях. В документации на интегральные ИОН этот параметр обычно определяется иначе, «методом прямоугольника»: ТКН равен отношению разницы между максимальным и минимальным выходным напряжением, гарантируемыми производителем для всех рабочих температур при номинальном входном напряжении и выходном токе, к ширине рабочего диапазона температур:
{\displaystyle \alpha V={\frac {V_{max}-V_{min}}{T_{max}-T_{min}}}}
Определённый таким образом интегральным показатель пригоден только для оценки предельного сдвига напряжения на краях рабочего температур, а использовать его на меньших интервалах температуры не рекомендуется. Дело в том, что близкая к линейной форма зависимости свойственна только прецизионным приборам типов XFET и FGA, а также простым бандгапам, существенно отклоняющимся от расчётной «центровки» и не прошедшим операцию тонкой подстройки. При правильной «центровке» или при индивидуальной её подстройке простым бандгапам и стабилитронным ИОН свойственна параболическая характеристика, бандгапам и стабилитронным ИОН с цепями коррекции нелинейности — S-образная (парабола со срезанным горбом). Дифференциальный ТКН такой криволинейной характеристики может существенно отличаться от интегрального показателя.
ТКН дешёвых серийных интегральных ИОН всех типов ограничен величиной в 10 ppm/°C. Снижение ТКН бандгапов и стабилитронных ИОН до уровня менее 5 ppm/°C требует существенного удорожания технологии, а практический предел гарантированного ТКН серийных изделий равен 1 ppm/°C. Ме́ньшие значения ТКН возможны только в отдельными сериях сверхпрецизионных ИОН на стабилитронах со скрытым слоем (Thaler VRE3050J — 0,6 ppm/°C в диапазоне −40…+85 °C).
Дальнейшее снижение ТКН возможно только путём термостабилизации ИОН, сужающей диапазон изменения температуры кристалла до нескольких градусов или долей градуса. Первый интегральный ИОН со встроенным спиралевидным подогревателем кристалла и терморегулятором, LM199, уже в 1976 году достиг уровня ТКН в 1 ppm/°C при типовом значении 0,3 ppm/°C. Выпускаемый с 1987 года серийный стабилитрон со скрытым слоем и встроенным подогревателем LTZ1000 имеет максимальный гарантированный ТКН в 0,05 ppm/°C. В LM199 температура кристалла стабилизирована на уровне +86 °C, однако, по данным компании Fluke, такие высокие температуры не оптимальны: снижение рабочей температуры до +50 °C уменьшает длительный дрейф стабилитрона в два раза. Fluke декларирует, что её лабораторные эталоны на базе LTZ1000 имеют гарантированную нестабильность не более 1 ppm в год.
Помимо собственной нестабильности ИОН в ошибку опорного напряжения также вносят вклад паразитные термопары, образованные соединением разнородных металлов электрических выводов прибора ИОН и проводниками монтажа. При разности температур разных выводов ЭДС паразитных температур складываются с собственным напряжением ИОН или вычитаются из него. Так, в местах пайки выводов микросхемы к печатной плате могут образовываться термопары, вносящие дополнительную ошибку, величина которой зависит от разности температур паек. Нестабильность, порождаемая этими нескомпенсированными термопарами, наиболее существенна для ИОН в металлических корпусах с коваровыми выводами. В паспортных спецификациях на ТКН ИОН она обычно не указывается.

### Дрейф и шум
Российские ГОСТы не устанавливают точной границы между дрейфом («наибольшим значением изменения напряжения на выходе интегральной микросхемы в течение заданного интервала времени при отсутствии других дестабилизирующих факторов»') и шумом («напряжением на выходе интегральной микросхемы в заданной полосе частот при входном напряжении, равном нулю») интегрального ИОН. В документации на ИС граница между дрейфом и шумом проводится по частоте 0,1 Гц.

#### Длительный дрейф

Дрейф трёх образцов супербандгапа LT1461, снятый при постоянной температуре окружающей среды на протяжении 2000 часов. Частота измерений в первые 650 часов выше, чем в последующие 1350 часов

При длительной эксплуатации ИОН наблюдаются два разных рода дрейфа: краткосрочный дрейф — случайные отклонения выходного напряжения со спектром частот, лежащим ниже 0,1 Гц, и длительный дрейф, обычно имеющий вид систематического нарастания или уменьшения опорного напряжения на временных интервалах в сотни и тысячи часов. Относительная скорость длительного дрейфа, определённая в ГОСТ Р 52907-2008 как «частная нестабильность при длительной работе» — третья по важности составляющая нестабильности ИОН.
С течением времени скорость длительного дрейфа падает, а выходное напряжение стабилизируется. Производители обычно нормируют максимальную величину дрейфа, допустимую в первые 1000 часов эксплуатации, и выражаемую в ppm на тысячу часов (ppm/1000ч, ppm/kHr). Наименьшие показатели дрейфа, от 5 до 10 ppm на 1000 часов, свойственны ИОН на стабилитронах со скрытой структурой и ИОН на транзисторах с плавающим затвором. Скорость и направление дрейфа по истечении этого периода обычно не нормируются. В документации Linear Technology декларируется, что скорость дрейфа убывает экспоненциально, при этом значение дрейфа за вторую тысячу часов примерно втрое меньше, чем за первую тысячу, и так далее. В документации Intersil нормируется абсолютная величина дрейфа за весь срок эксплуатации микросхемы, а дрейф за первую тысячу часов приводится справочно.
Измерение дрейфа — нетривиальная задача, требующая особо стабильных измерительных приборов и длительного термостатирования измерительного стенда. Боб Пиз вспоминал, что в первый год выпуска LM199 «…мы использовали превосходный [на то время] шестиразрядный цифровой мультиметр… и оказалось, что все испытанные микросхемы дрейфовали синхронно. Контрольные ИОН других типов [гальванические элементы, бандгапы, стабилитроны] также дрейфовали синхронно [c образцами LM199]. Виноват в этом был ИОН внутри цифрового мультиметра.»
Не существует единого мнения о том, можно ли стабилизировать дрейф путём ускоренной электротермотренировки. Линден Харрисон указывает, что опытные конструкторы тренируют микросхемы при 125 °C в течение одной недели перед пайкой на плату, в расчёте на то, что «отжиг» снимает накопленные в кристалле механические напряжения. Боб Пиз рекомендовал проводить «приработку и термоциклирование», чтобы не только выйти на плато дрейфа, но и чтобы отбраковать нестабильные образцы. Инженер Linear Technology Джон Райт утверждает, что уравнение Аррениуса к тренировке микросхем неприменимо, а ускоренная «стабилизация дрейфа» невозможна. По мнению Райта, тренировка имеет смысл только на уровне готовой печатной платы.

#### Шум
Шумы прецизионных ИОН обычно нормируются в двух частотных диапазонах: 0,1—10 Гц и 10—1000 Гц. Фильтрация шума активными или пассивными RC-фильтрами применима только в верхнем диапазоне. На частотах ниже 10 Гц расчётные ёмкости конденсаторов фильтра, а вместе с ними и ожидаемые токи утечки через эти конденсаторы возрастают настолько, что «вклад» токов утечки в нестабильность ИОН превосходит любые выгоды от фильтрации.
Напряжение шума обычно указывается как полный размах напряжения шума от пика до пика. Среднеквадратическое напряжения шумов примерно в 6 раз меньше этой величины:
{\displaystyle V_{RMS}={\frac {1}{6}}V_{pk-pk}}
Размах напряжения шумов «сверхпрецизионных» ИОН, измеренный в полосе 0,1—10 Гц, составляет от 1,5 до 5 мкВ (справочно, тот же показатель интегрального линейного стабилизатора обычно составляет 0,01 % от выходного напряжения, или 500 мкВ на 5 В выходного напряжения). В качественных измерительных АЦП размах шумов от пика до пика не должен превышать 10 % от величины младшего значащего разряда, поэтому малошумящий ИОН на напряжение 5 с уровнем шума в 1,5 мкВ (0,3 ppm пик-пик, например, LTC6655) удовлетворяет требованиям не более чем 18-разрядных преобразователей.

### Тепловой гистерезис
Кремниевый кристалл, кристаллодержатель, корпус микросхемы и материал печатной платы имеют неодинаковые коэффициенты теплового расширения. Неравномерное расширение при нагреве порождает в кристалле механические напряжения, которые сохраняются и после охлаждения до нормальной температуры. Как следствие, возникает тепловой гистерезис: напряжение ИОН в конце цикла нагрев-охлаждение не совпадает с напряжением в начале цикла.
Нормирование этого явления — относительно недавняя практика. В документации на микросхемы тепловой гистерезис (англ. thermal hysteresis) определяется как предельная ожидаемая разница между выходными напряжениями в начале и в конце испытательного термического цикла. Типичные значения составляют около ±25 ppm, или ±0,0025 % выходного напряжения. Начальные и конечные напряжения всегда измеряются при нормальной температуре (+25 °C), а длительность и размах температур испытательного цикла могут существенно различаться. В редких случаях производители нормируют гистерезис для циклов различной интенсивности (LT1461 — для циклов 0…70 °C, −40…85 °C и −40…125 °C) и публикуют гистограммы его распределения по амплитуде и знаку.
Особые случаи теплового гистерезиса наблюдаются при монтаже кристалла на кристалодержатель и при пайке микросхемы на печатную плату. Микросхемы в металлических корпусах с гибкими выводами мало подвержены этим явлениям, а в микросхемах с жёсткими выводами сдвиг опорного напряжения при корпусировании может достигать 0,5 %. Сдвиг напряжения при пайке обычно не нормируется: гистерезис измеряется на микросхемах, установленных в монтажные панели испытательного стенда. В документации Analog Devices указывается, что нормируемый начальный разброс напряжения не включает сдвиг при пайке. В документации Linear Technology приводятся гистограммы распределения этого сдвига по амплитуде (LT1461 — разброс от −300 до +100 ppm, в среднем −110 ppm) и оценивается скорость его «усадки» при нормальной эксплуатации.

### Сравнительная таблица
Основные показатели, нормируемые для современных прецизионных ИОН, их типичные значения для различных топологий и характеристики избранных представителей каждой топологии приведены в сравнительной таблице. Для того, чтобы и абсолютные, и относительные показатели различных микросхем были сопоставимы, выбраны только микросхемы на выходное напряжение +5 В. Все перечисленные приборам на стабилитронах и биполярных транзисторах отличаются большими (единицы мА) потребляемыми токами. Уменьшение тока возможно, но оно неизбежно сопровождается ростом шумов. Сочетание малых (десятки мкА) токов и малых (до 10 мкВ) уровней шумов возможно только в ИОН на транзисторах с плавающим затвором, но и внутри этой топологии действует обратная зависимость уровня шума от тока. По умолчанию все точностные параметры могут принимать и отрицательные, и положительные значения, знак ± в технической документации опускается.
| Показатель                                                  | Единица измерения | Основные топологии прецизионных интегральных ИОН | Основные топологии прецизионных интегральных ИОН | Основные топологии прецизионных интегральных ИОН | Основные топологии прецизионных интегральных ИОН | Основные топологии прецизионных интегральных ИОН | Основные топологии прецизионных интегральных ИОН | Основные топологии прецизионных интегральных ИОН | Основные топологии прецизионных интегральных ИОН |
| Показатель                                                  | Единица измерения | На стабилитронах со скрытой структурой           | На стабилитронах со скрытой структурой           | Супербандгапы                                    | Супербандгапы                                    | На дифференциальной паре ПТ (XFET)               | На дифференциальной паре ПТ (XFET)               | На ПТ с плавающим затвором (FGA)                 | На ПТ с плавающим затвором (FGA)                 |
| Показатель                                                  | Единица измерения | Типичные значения                                | Thaler VRE3050                                   | Типичные значения                                | Linear LTC6655                                   | Типичные значения                                | Analog Devices ADR425B                           | Типичные значения                                | Intersil ISL21009                                |
| ----------------------------------------------------------- | ----------------- | ------------------------------------------------ | ------------------------------------------------ | ------------------------------------------------ | ------------------------------------------------ | ------------------------------------------------ | ------------------------------------------------ | ------------------------------------------------ | ------------------------------------------------ |
| Начальный разброс                                           | %                 | 0,02 %                                           | 0,01 %                                           | 0,04 %                                           | 0,025 %                                          | 0,04 %                                           | 0,04 %                                           | 0,01 %                                           | 0,01 %                                           |
| Температурный коэффициент без термостатирования кристалла   | ppm/°C            | <2                                               | 0,6 макс. 0,3 тип.                               | <3                                               | 2 макс. 1 тип.                                   | <3                                               | 3 макс. 1 тип.                                   | 3                                                | 3                                                |
| Форма температурной характеристики                          |                   | S-образная                                       | S-образная                                       | S-образная                                       | S-образная                                       | Близка к линейной                                | Близка к линейной                                | Близка к линейной                                | Близка к линейной                                |
| Длительный дрейф                                            | ppm/1000ч         | 20                                               | 6                                                | 40                                               | 60                                               | 40                                               | 50                                               | 10                                               | около 10                                         |
| Тепловой гистерезис                                         | ppm/цикл          | -                                                | 1                                                | -                                                | 30 60                                            | -                                                | 40                                               | -                                                | 50                                               |
| Напряжение шумов в полосе 0,1−10 Гц                         | мкВ пик—пик       | 3                                                | 3                                                | 10                                               | 0,1                                              | -                                                | 3,4                                              | -                                                | 4,5                                              |
| Напряжение шумов в полосе 10−1000 Гц                        | мкВ ср.кв.        | 3                                                | 5                                                | 10                                               | 0,67                                             | -                                                | Не нормировано                                   | -                                                | 2,2                                              |
| Ток холостого хода (минимальный потребляемый ток)           | мА                | 2,4 макс.                                        | 4                                                | 0,75                                             | 7                                                | -                                                | 0,6                                              | -                                                | 0,18 макс. 0,095 тип.                            |
| Возможность тонкой подстройки на плате                      |                   | да                                               | ±5 мВ                                            | возможно                                         | нет                                              | да                                               | ±0,5 % VREF                                      | да                                               | ±2.5 % VREF                                      |
| Рабочий температурный диапазон                              | °C                | 0…+70                                            | -40…+85                                          | -40…+85                                          | −40…+125                                         | −40…+125                                         | −40…+125                                         | −40…+85                                          | −40…+125                                         |
| Примечания к таблице 1. 2. 3. 4. 5. 6. 7. 8. 9. 10. 11. 12. |                   |                                                  |                                                  |                                                  |                                                  |                                                  |                                                  |                                                  |                                                  |

## Простые ИОН

### Бандгапы

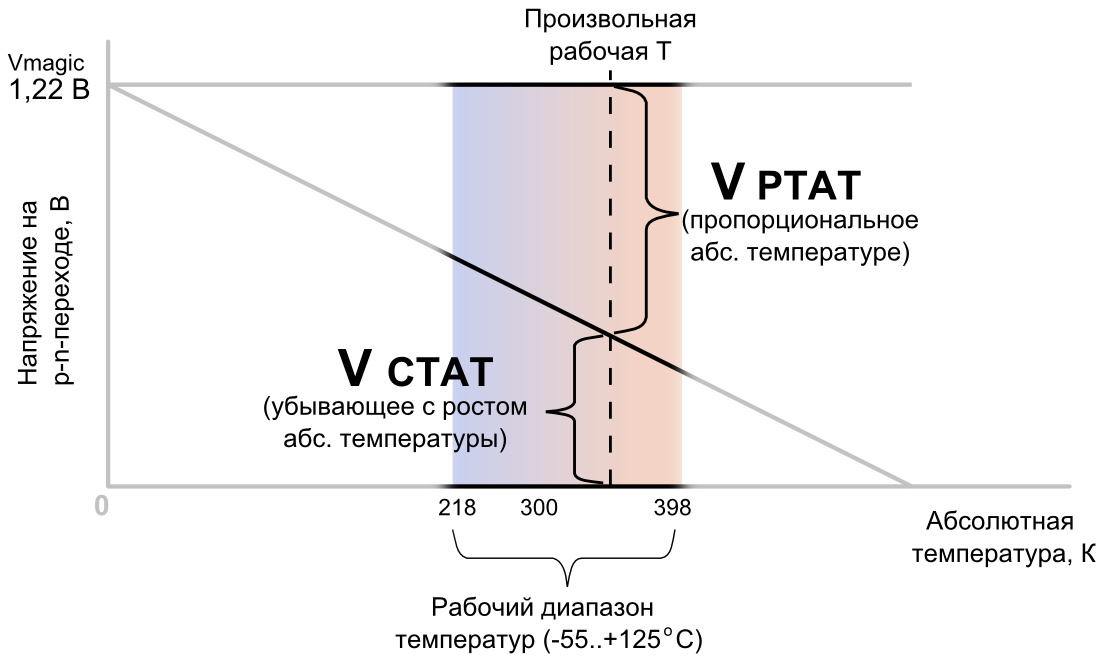
Принцип сложения напряжений с противоположными температурными коэффициентами

Принцип действия бандгапов — источников напряжения, определяемого шириной запрещённой зоны полупроводника — основан на фундаментальной зависимости напряжения на прямо смещённом p-n-переходе от тока и температуры. При фиксированном токе это напряжение линейно убывает с ростом температуры с ТКН, примерно равным −2 мВ/°C. Если сложить это напряжение с напряжением на другом схемном элементе, напряжение на котором пропорционально абсолютной температуре, то при правильном масштабировании двух слагаемых их температурные коэффициенты компенсируют друг друга, а сумма двух напряжений, в первом приближении, будет равна ширине запрещённой зоны использованного полупроводника при Т=0 K и не будет зависеть от температуры.
«Другим элементом» обычно выступает пара биполярных транзисторов в диодном включении, работающих с разными плотностями токов. Разница между напряжениями на эмиттерных переходов этих транзисторов зависит только от температуры и соотношения плотностей токов. Её абсолютная величина в реальных схемах не превышает 100 мВ, поэтому для точной компенсации двух ТКН её необходимо усилить в 5…15 раз. В наиболее распространённой схеме бандгапа, предложенной Полом Брокау в середине 1970-х годов, эта же пара транзисторов служит источником и напряжения, пропорционального абсолютной температуре (PTAT-напряжение), и напряжения, убывающего с ростом температуры (CTAT-напряжение), а масштабирование и суммирование слагаемых выполняется простым делителем на двух резисторах. Неизбежный разброс технологических параметров обуславливает посредственные точностные показатели таких схем: начальный разброс обычно составляет ±3 % выходного напряжения, а в наиболее совершенных схемах ±1,6 %. В так называемых суббандгапах, генерирующих опорное напряжение в сотни мВ, разброс ещё выше — до ±3,6 %. При точной «центровке» компонентов температурная характеристика опорного напряжения имеет характерную параболическую форму с максимумом в центре рабочего диапазона температур. На краях рабочего диапазона напряжение спадает примерно на 0,2 % от максимума. При отклонениях от идеальной центровки горб температурной характеристики может смещаться за пределы рабочего диапазона температур, а наблюдаемая температурная характеристика приближается к линейной. Температурный коэффициент напряжения может быть снижен с помощью цепей компенсации нелинейности, разброс напряжений — индивидуальной подгонкой микросхем, а свойственный бандгапам высокий уровень шума снизить практически невозможно.
При всех своих недостатках простые бандгапы массово применяются в микросхемах линейных стабилизаторов и мониторов напряжения (семейства 78XX, TL431) и операционных усилителей. В низковольтных схемах бандгапы незаменимы: в отличие от стабилитронов, «обычные» бандгапы работоспособны при напряжениях питания от +2 В, а суббандгапы — при напряжениях от +1,0 В.

### ИОН микросхем памяти на комплементарных МДП-транзисторах

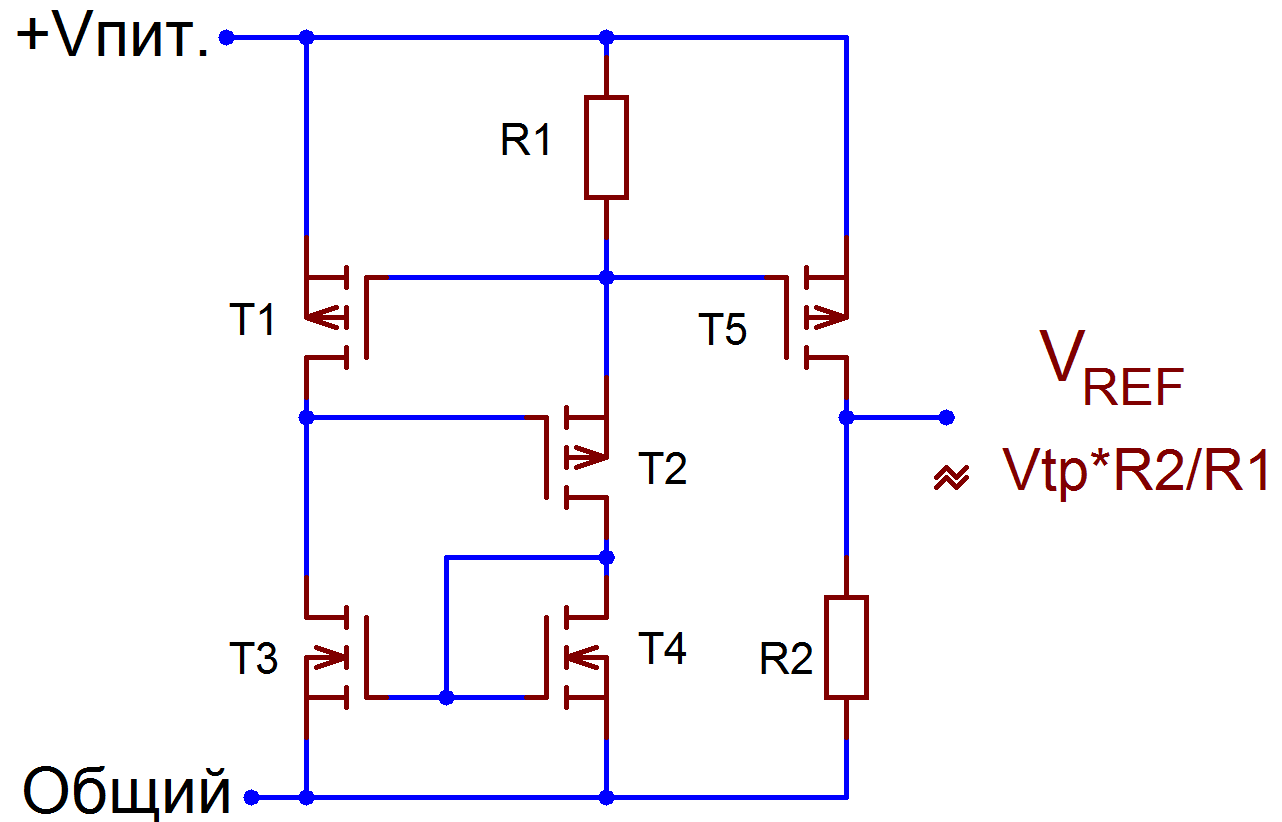
ИОН на комплементарных МДП-транзисторах микросхем памяти

Современная микросхема памяти содержит целый набор встроенных источников и стабилизаторов (регуляторов) опорного напряжения. Большинство микросхем памяти работают при пониженном напряжении питания, задаваемом встроенным ИОН и стабилизируемым мощным стабилизатором. Понижение питающих напряжений нужно, прежде всего, для того, чтобы избежать пробоя транзисторов, изготовленных по субмикронным технологиям. Вторая сфера применения ИОН — задание порогового напряжения для дифференциальных усилителей считывания, применяемых в ИС памяти ёмкостью свыше 1 МБит.
В простых ИОН, построенных по КМОП-технологии без применения биполярных термочувствительных элементов, выходное напряжение устанавливается пропорциональным пороговому напряжению p-канального транзистора VTP. В микросхемах памяти этот параметр равен примерно −0,4 В без учёта действия подложки. Действительное, с учётом напряжения исток-подложка, VTP может быть в два раза больше.
Транзистор Т1 работает при малом токе канала, поэтому его напряжение затвор-исток примерно равно пороговому, и это же напряжение падает на резисторе R1 и затворе T5. Т5 зеркально повторяет ток, протекающий через Т1, поэтому выходное напряжение, снимаемое с R2, равно
{\displaystyle V_{REF}=\left|V_{TP}\right|{\frac {R_{2}}{R_{1}}}}
Первые образцы подобных устройств, разработанные в начале 1990-х годов, имели нестабильность по напряжению питания около 1 % (10 мВ/В) и ТКН в 0,15 мВ/°C.

## Прецизионные ИОН

### ИОН на стабилитронах со скрытой структурой

Поперечный разрез стабилитрона со скрытой структурой. Стрелка — путь тока пробоя. Соотношения вертикального и горизонтального масштаба и толщин слоёв — условные.

Ток пробоя обычного планарного стабилитрона сосредоточен в приповерхностном слое кремния — в слое с максимальной концентрацией дефектов кристаллической решётки и посторонних примесей. Именно эти примеси и дефекты и обуславливают нестабильность и шум стабилитрона. Улучшить его показатели можно, если «загнать» ток пробоя вглубь кристалла, в скрытую структуру p-n-перехода с меньшим, чем в приповерхностном слое, напряжением пробоя. В классической эпитаксиальной технологии, по которой был выполнен LM199, на месте будущего стабилитрона формируется глубокий островок p+-типа проводимости, а затем проводится обычные диффузии базового (p-) и эмиттерного (n+) слоёв. Эмиттер созданной диодной структуры становится катодом стабилитрона, база — анодом. В приповерхностном слое этот переход имеет профиль проводимости n+-p-, а на дне базовой области — n+-p+. Высоколегированный n+-p+ переход имеет меньшее, чем в приповерхностном n+-p--слое, напряжение пробоя, поэтому весь обратный ток стабилитрона — именно на дне базовой области.
Классические ИОН на стабилитронах со скрытым слоем (LM199, LTZ1000) имеют характерную концентрическую топологию. В центре кристалла расположен стабилитрон, непосредственно к нему примыкают транзисторы — датчики температуры, а вокруг них «уложена» спираль подогревателя, также выполненная по планарной технологии. Такие ИС имеют рекордно низкие показатели ТКН (LM199 — 0,3 ppm/°C, LTZ1000 — 0,05 ppm/°C), шума (LTZ1000 — 1,2 мкВ пик-пик) и длительного дрейфа (LTZ1000 — 2 мкВ/1000ч) при высоких, в несколько процентах, значениях начального разброса напряжения (LTZ1000 — от 6,9 до 7,45 В) и высокой нестабильности по току (LM199 — 0,5 мВ/мА, LTZ1000 — 20 мВ/мА). Заявленные показатели достигаются только при тщательном термостатировании и экранировании схемы и жёсткой стабилизации тока стабилитрона.

### ИОН на дифференциальных парах полевых транзисторов (XFET)
В 1997 Analog Devices выпустила первое поколение интегральных ИОН под торговой маркой XFET (англ. Extra Implant FET — «полевой транзистор с дополнительной имплантацией затвора»). Принципиальная схема ядра этого ИОН напоминает схему бандгапа Брокау с операционным усилителем, но принцип действия XFET совершенно иной. CTAT-элемент XFET образован двумя истоковыми повторителями на p-канальных транзисторах с p-n-переходом. Один из двух транзисторов — обычный, а в канал второго транзистора имплантирован второй, дополнительный, затвор. Активные источники тока и операционный усилитель, управляющий напряжениями на затворах транзисторов, задают равные токи и равные напряжения сток-исток обоих транзисторов. Равенство токов и напряжений возможно только тогда, когда напряжения затвор-исток двух транзисторов VСИ1 и VСИ2 различаются на величину ΔV12, составляющую около 0,5 В. Температурный коэффициент ΔV12, около −120 ppm/°C, определяется диэлектрической проницаемостью кремния в дополнительном канале второго транзистора и практически не зависит от температуры. Стабильное напряжение VREF формируется сложением CTAT-напряжения ΔVСИ с падением PTAT-тока на образцовом резисторе R1, а точная подстройка ТКН осуществляется лазерной подгонкой R1:
{\displaystyle V_{REF}=k~\left({\Delta V_{12}-R_{1}~I_{PTAT}}\right)}.
XFET превосходят лучшие прецизионные бандгапы и ИОН на ССС по всех показателях, кроме двух главных: начального допуска и ТКН. Типичный ТКН опорного напряжения XFET серий «А» составляет не более 3 ppm/°C, начальный допуск VREF — не более 0,05 % (500 ppm), предусмотрена возможность подстройки VREF внешними прецизионными резисторами. Низкий и постоянный ТКН СТАТ-элемента XFET (в 20-30 раз ниже, чем ТКН p-n-перехода в бандгапе) позволяет обойтись без схем коррекции нелинейности температурной характеристики. Ток потребления ИС XFET не превышает 1 мкА, а уровень шума, благодаря использованию полевых транзисторов, существенно ниже, чем у бандгапов и ИОН на ССС. Типичный размах низкочастотного (0,1-10 Гц) шума составляет 4 мВ от пика до пика. ИС XFET рассчитаны на эксплуатацию в автомобильном диапазоне температур (-40…+125 ppm/°C), мало подвержены температурному гистерезису и при этом дёшевы. По мнению Линдена Харрисона, XFET — наилучший выбор для систем с напряжением питания от 4,1 до 18 В, кроме самых требовательных к точности опорного напряжения.

### ИОН на транзисторах с плавающими затворами (FGA)
В 1967 году Ши Минь (чья фамилия на русском языке была по ошибке протранскрибирована как «Зи») и Кан Дэвон предложили концепцию полевого транзистора с плавающим затвором — элементарной ячейки энергонезависимой памяти. В 1971 году Intel запатентовал изобретённую Давом Фроманом технологию практического производства таких ячеек для памяти EPROM, в 1978 и 1980 годах были изобретены основанные на том же принципе EEPROM и флеш-память. В 1979 году компания Xicor запатентовала первые варианты структур на транзисторах с плавающим затвором, предназначенных для хранения не двоичного кода, а аналоговых сигналов. Выгода от такого подхода казалась очевидной: для хранение одной аналоговой выборки, например, звукового сигнала, достаточно одной ячейки памяти, для хранения оцифрованного звука нужно 8, 10, 12 и более ячеек. В 1990-е годы «звуковую» линию разработок продолжили компании Impinj и Nuvoton, а Хicor сосредоточилась на создании прецизионных ИОН на «аналоговой памяти». Разработчики Xicor отказались от привлекательной идеи сделать аналоговую память миниатюрной, сравнимой по размерам с логическими ячейками: опыт конкурентов из Impinj показал бесперспективность такого подхода. Взамен, разработанные на Xicor ИОН используют протяжённые плавающие затворы: чем больше площадь затвора, тем проще контролировать заряд, записываемый в затвор и определяющий выходное напряжение ИОН. Первые серийные ИС такого типа были выпущены в 2003 году под торговой маркой FGA (англ. Floating Gate Analog, «аналоговая ИС на плавающих затворах»), а год спустя развитие технологии FGA продолжила компания Intersil, поглотившая Xicor.
Серийно выпускаемые в 2012 году ИОН типа FGA программируются на опорные напряжения от 1 до 5 В. Начальный допуск опорного напряжения FGA в 0,01 % (100 ppm) — минимальный среди всех интегральных ИОН. ТКН лучших образцов, представленный в 2012 году, не превосходит 3 ppm/°C, а производившаяся ранее 5-вольтовая ИС X60008 имела ТКН не более 1 ppm/°C. FGA, как и XFET, выгодно отличаются от бандгапов и стабилитронных ССС монотонным, почти линейным видом температурной характеристики. Ток питания на холостом ходу не превосходит 1 мкА. Нормальный ток утечки заряда с изолированного затвора составляет несколько электронов в секунду, что определяет гарантийный срок эксплуатации FGA в десять лет. По мнению Линдена Харрисона, XFET — наилучший выбор для аналого-цифровых систем с напряжением питания от 5,1 до 9 В и разрешением до 24 бит.
ИС FGA рассчитаны на эксплуатацию в расширенном коммерческом (-40…+85 °C) и автомобильном (-40…+125 °C) диапазонах температур. По данным НАСА, ИС FGA сохраняют паспортные показатели при низких температурах до −195 °C. Однако FGA в большей степени, чем другие ИОН, подвержены действию ионизирующих излучений. При рентгеновском облучении, характерном для производственных дефектоскопов и систем безопасности аэропортов, напряжение ИОН падает со скоростью около 12 ppm/мбэр (обследования багажа в аэропортах США достигает дозы в 2 бэр). FGA следует защищать от излучений металлическими экранами: два слоя медной фольги, применяемой в типичных печатных платах, снижают воздействие радиации в 8 раз. Ещё эффективнее защита цинковой фольгой толщиной от 0,25 мм.

## Особенности проектирования и эксплуатации схем на ИОН

### Точная подстройка
Если проектируемое устройство требует абсолютной точности установки напряжения, недостижимой в серийных интегральных ИОН, то в проект закладывается возможность его точной подстройки. Микросхемы, допускающие такую подстройку, имеют дополнительный управляющий вход и рассчитаны на эксплуатацию в связке с прецизионным потенциометром, замыкающим петлю обратной связи по напряжению. Чтобы нестабильность потенциометра не ухудшила показатели ИОН, имеет смысл применять либо металло-фольговые прецизионные потенциометры с температурный коэффициентом сопротивления (ТКС) около ±10 ppm/°C, либо проволочные с ТКС около ±50 ppm/°C. Цифровые потенциометры в таких схемах непригодны из-за высокого ТКС (от 500 ppm/°C) и большого шага ступенчатой регулировки (порядка 20 мВ). Рекомендуется производить подстройку как минимум дважды: до и после электротермотренировки собранной печатной платы.
Напряжение на выходе ИОН можно корректировать и с помощью внешних масштабирующих усилителей на прецизионных, малошумящих ОУ. В литературе описаны схемы коррекции как абсолютного напряжения на выходе ИОН, так и нейтрализации его ТКН.

### Шунтирование входов и выходов по переменному току
Прецизионные ИОН обычно питаются уже стабилизированным и отфильтрованным напряжением. Тем не менее, и в таких условиях показатели большинства ИОН можно улучшить, зашунтировав их входы и выходы на землю конденсаторами.
Ёмкость входного конденсатора производители не оговаривают. По умолчанию, можно применять параллельное соединение электролитического конденсатора на 10 мкФ и дискового керамического конденсатора на 0,1 мкФ. Ёмкость выходного конденсатора непосредственно влияет на стабильность петли обратной связи, которой охвачен ИОН, и потому производители обычно её нормируют. Для одних микросхем выходная ёмкость не рекомендуется, для других — напротив, необходима выходная ёмкость величиной 1 до 10 мкФ. Превышение допустимой ёмкости может порождать самовозбуждение ИОН или увеличение уровня шума.

### Фильтрация шума ИОН
Самый простой способ снижения шума опорного напряжения — его фильтрация по частоте, подавляющая высокочастотные составляющие шума. Существуют прецизионные ИОН, на кристалле которых уже сформированы резисторы RC-фильтра нижних частот — следует лишь подключить к особым выводам такой микросхемы внешний конденсатор. Во всех остальных ИОН следует использовать полноценный пассивный или активный фильтр нижних частот, подключенный к выходу опорного напряжения.
Производители расходятся во мнении о том, можно ли подключать фильтр непосредственно к выходу ИОН. Одни рекомендуют непосредственное подключение фильтров, другие запрещают это. По мнению второй группы экспертов, совокупные шумы, длительный дрейф и нестабильность RC-цепей фильтра и входного каскада усилителя на выходе фильтра способны ухудшить не только точностные показатели, но и шум «улучшенной» схемы. Для того, чтобы этого не произошло, следует включить между выходом ИОН и входом фильтра прецизионный, малошумящий буферный усилитель.
Дорогой, но эффективный способ снижения шума ИОН — запараллеливание множества ИОН на общую нагрузку через одинаковые выравнивающие резисторы. Абсолютный уровень шума такой батареи ИОН понижается обратно пропорционально корню квадратному из числа запараллеленных микросхем.

### Защита от механических напряжений
Механические напряжения печатной платы, возникающие при её монтаже и при последующей эксплуатации устройства, неизбежно передаются на корпус микросхемы и далее на кристалл ИОН и влияют на его выходное напряжение. Микросхемы в металлических корпусах мало восприимчивы к механическим воздействиям, но все остальные ИОН — и в DIP-корпусах, и в корпусах для поверхностного монтажа, реагируют даже на слабое кручение или изгиб платы. Для того, чтобы механические напряжения платы не передавались кристаллу ИОН, микросхему следует устанавливать на «язычке», отделённым от остальной части платы сквозным пропилом. В литературе описаны инструментальные измерения платы с прецизионным ИОН LT1460: при каждом умеренном изгибе платы сдвиг напряжения составил около 60 ppm на обычной плате и лишь 10 ppm на плате с пропилом. Помогают, но не столь действенно, и обычные средства по уменьшению деформаций: использование гибких стоек, уменьшение размера платы, выбор более толстого текстолита, размещение ИОН ближе к короткому краю платы. На платах с «язычками» следует ориентировать микросхему длинной стороной вдоль язычка, на обычных платах — длинной стороной вдоль короткой стороны платы.